# 232. strelska divizija (ZSSR)
232. strelska divizija (izvirno rusko 232. стрелковая дивизия; kratica 232. SD) je bila strelska divizija Rdeče armade v času druge svetovne vojne.

## Zgodovina
Divizija je bila ustanovljena leta 1941 in uničena septembra 1941. Ponovno je bila ustanovljena januarja 1942.